# Equacions d'Arditi-Ginzburg
Les equacions d'Arditi-Ginzburg descriuen la relació dinàmica depredador-presa. Si {\displaystyle N} és la població d'una espècie presa i {\displaystyle P} és la població d'una espècie depredadora, la dinàmica de la població es descriu mitjançant les dues següents equacions diferencials:
{\displaystyle {\begin{aligned}{\frac {dN}{dt}}&=f(N)\,N-g{\left(\!{\tfrac {N}{P}}\!\right)}P\\[4pt]{\frac {dP}{dt}}&=e\,g{\left(\!{\tfrac {N}{P}}\!\right)}P-uP\end{aligned}}}
Aquí {\displaystyle f(N)} capta qualsevol canvi en la població de les preses no a causa de l'activitat depredadora, incloses les taxes inherents de naixement i mortalitat. L'efecte per capita dels depredadors de la població de presa (la taxa de collita) es modela per una funció g, que és una funció de la relació {\displaystyle N/P} de la presa per als depredadors. Els depredadors reben un guany reproductiu, per consumir preses i moren a la velocitat {\displaystyle u}. Fent que la pressió de depredació sigui una funció de la relació de presa per als depredadors, contrasta amb les equacions de Lotka-Volterra dependents de les preses, on l'efecte dels depredadors de la població de presa és simplement una funció de la magnitud de la població de presa {\displaystyle g(N)}. Com que el nombre de preses recol·lectades per cada depredador disminueix a mesura que els depredadors es tornen més densos, la proporció depenent de la depredació representa un exemple de funció tròfica. La depredació dependent de la relació pot explicar l'heterogeneïtat en sistemes naturals a gran escala en què l'eficiència dels depredadors disminueix quan la presa és escassa.
El mèrit de la proporció depenent dels models de depredació dependents de les preses ha estat objecte de molta controvèrsia, especialment entre els biòlegs Lev R. Ginzburg i Peter A. Abrams. Ginzburg assenyala que els models dependents de la relació mostren les interaccions depredador-presa mentre Abrams manté que aquests models fan suposicions complicades injustificades.